# Tammy Abraham
Tammy Abraham (Londen, 2 oktober 1997) is een Engels profvoetballer die doorgaans als aanvaller speelt. Hij stroomde in 2016 door vanuit de jeugd van Chelsea. In augustus 2021 tekende Abraham een vijfjarig contract bij AS Roma, waarvoor €40.000.000,- werd betaald aan Chelsea. Abraham debuteerde in 2017 in het Engels voetbalelftal.

## Carrière
Abraham sloot zich in 2004 aan in de jeugdopleiding van Chelsea. Hiervoor maakte hij op 11 mei 2016 zijn officiële debuut in de Premier League op Anfield tegen Liverpool. Hij mocht toen van trainer Guus Hiddink na vierenzeventig minuten invallen voor Bertrand Traoré. Chelsea speelde 1–1 gelijk in Liverpool. Hiddink liet hem vier dagen later opnieuw invallen, tegen Leicester City. Daarna begon voor Abraham een reeks seizoenen als huurling bij andere clubs.

### Verhuur aan Bristol City
In het seizoen 2016/17 werd Tammy Abraham verhuurd aan Bristol City, spelend in de Championship. Abraham maakte zijn debuut voor Bristol City tegen Wigan Athletic. In de 67e minuut verving hij Josh Brownhill. In de minuten die volgde scoorden Hordur Magnusson en Bobby Reid, waardoor Abraham debuteerde met een 2–1 winst. Drie dagen later stond hij voor het eerst in de basis, tegen Wycombe Wanderers, voor de EFL Cup. Hij scoorde het eerste doelpunt van zijn professionele carrière en het bleek de enige van de wedstrijd. Vier dagen later deed de spits het nog beter; in de competitie scoorde hij tweemaal tegen Burton Albion, het openingsdoelpunt en de winnende treffer. Voor de maand september won Abraham de prijs EFL Young Player Of The Month. Abraham werd de eerste tiener ooit die zestien of meer doelpunten scoorde in een Championship-seizoen. In delen van februari en maart kon Abraham niet in actie komen door een hamstringblessure. In die tijd won Bristol City geen wedstrijd. In zijn periode bij Bristol City kwam Abraham tot 48 wedstrijden, waarin hij 26 keer scoorde.

### Verhuur aan Swansea City
Op 4 juli 2017 werd bekendgemaakt dat Tammy Abraham opnieuw verhuurd zou worden, aan Premier League-club Swansea City dit keer. Ook tekende de Engelsman een contract bij Chelsea tot 2022. Zijn debuut voor Swansea City maakte Abraham op 12 augustus 2017. Hij kreeg een basisplaats en werd in de 81e minuut vervangen door Kyle Bartley. Er werd niet gescoord. Zijn eerste doelpunt voor Swansea City scoorde Abraham in de EFL Cup, waarin hij  de 3–1 scoorde tegen MK Dons. Op 26 augustus volgde Abrahams eerste Premier League-doelpunt. Vlak voor rust maakte hij de openingstreffer in de uitwedstrijd tegen Crystal Palace. Abraham kwam negenendertig maal in actie voor Swansea City. In deze duels scoorde hij acht keer en assisteerde hij vijf doelpunten.

### Verhuur aan Aston Villa
Onder nieuwe trainer Maurizio Sarri kreeg Tammy Abraham speeltijd in de Community Shield 2018. Eenentwintig minuten voor tijd, met een 2–0 achterstand, verving hij Álvaro Morata; Abraham kon niks veranderen aan de stand. Toch werd hij voor het derde seizoen op rij verhuurd. Aan Aston Villa, dit keer spelend in de Championship. Abraham speelde voor het eerst voor Aston Villa op 15 september 2018, in een 1–1 gelijkspel tegen Blackburn Rovers. Een paar dagen daarna scoorde hij voor het eerst voor zijn nieuwe club; het eerste doelpunt van een 2–0 zege op Rotherham United. Op 28 november pakte Aston Villa een punt thuis tegen Nottingham Forest. Abraham scoorde maar liefst vier keer in dat duel en werd daarmee de eerst Aston Villa-speler in de 21ste eeuw die viermaal scoorde in een duel. In de andere drie wedstrijden die maand scoorde hij ook twee keer en daarmee werd Abraham uitgeroepen tot Championship Player Of The Month voor november. Aston Villa promoveerde naar de Premier League. In de halve finale werd West Bromwich Albion verslagen, mede dankzij een doelpunt van Tammy Abraham in de thuiswedstrijd, en door een benutte strafschop in de strafschoppenreeks. In de finale werd Derby County verslagen. In zijn periode bij Aston Villa scoorde Tammy Abraham zesentwintig doelpunten in veertig wedstrijden.

### Terugkeer bij Chelsea
In het seizoen 2019/20 kreeg Tammy Abraham rugnummer negen bij Chelsea. In de eerste wedstrijd van het seizoen kreeg hij een basisplaats van nieuwe trainer Frank Lampard, uit tegen Manchester United. Die wedstrijd werd ruim verloren (4–0). Drie dagen na die wedstrijd maakte Abraham zijn Europese debuut; hij verving de scorende Olivier Giroud. Na verlenging was de wedstrijd nog niet beslist (2–2). In de strafschoppenserie nam Abraham de laatste strafschop. Hij miste, waardoor Liverpool er met de winst vandoor ging. Na het missen van die strafschop werd Abraham racistisch bejegend op social media. Op 24 augustus scoorde hij zijn eerste doelpunt voor Chelsea. Naast de 0–1 maakte hij ook de winnende treffer (2–3), op bezoek bij Norwich City. Drie weken later maakte Abraham zijn eerste hattrick voor Chelsea. Na zijn drie doelpunten tegen Wolverhampton Wanderers scoorde hij ook in het verkeerde doel. Hij werd de jongste speler met drie doelpunten in een Premier League-wedstrijd. Op 17 september debuteerde Abraham in de UEFA Champions League, thuis tegen Valencia. Op 2 oktober scoorde hij zijn eerste doelpunt in deze competitie, uit tegen Lille.

### AS Roma
Op 17 augustus 2021 tekende Abraham een vijfjarig contract bij AS Roma, waarvoor circa €40.000.000,- werd betaald aan Chelsea. In het contract werd tevens de clausule vastgelegd dat Abraham na twee seizoenen eventueel kan worden teruggekocht voor €80.000.000,-. Zijn eerste seizoen bij Roma verliep erg goed.

### Verhuur aan AC Milan
Roma verhuurde hem in het seizoen 2024/25 aan AC Milan.

## Clubstatistieken
| Seizoen         | Club            | Land              | Competitie      | Competitie | Competitie | Beker | Beker | Internationaal | Internationaal | Totaal | Totaal |
| Seizoen         | Club            | Land              | Competitie      | Wed.       | Dlp.       | Wed.  | Dlp.  | Wed.           | Dlp.           | Wed.   | Dlp.   |
| --------------- | --------------- | ----------------- | --------------- | ---------- | ---------- | ----- | ----- | -------------- | -------------- | ------ | ------ |
| 2015/16         | Chelsea         | Vlag van Engeland | Premier League  | 2          | 0          | 0     | 0     | 0              | 0              | 2      | 0      |
| 2016/17         | → Bristol City  | Vlag van Engeland | Championship    | 41         | 23         | 7     | 3     | —              | —              | 48     | 26     |
| 2017/18         | → Swansea City  | Vlag van Engeland | Premier League  | 31         | 5          | 8     | 3     | —              | —              | 39     | 8      |
| 2018/19         | → Aston Villa   | Vlag van Engeland | Championship    | 40         | 26         | 0     | 0     | —              | —              | 40     | 26     |
| 2019/20         | Chelsea         | Vlag van Engeland | Premier League  | 34         | 15         | 4     | 0     | 8              | 3              | 46     | 18     |
| 2020/21         | Chelsea         | Vlag van Engeland | Premier League  | 20         | 6          | 5     | 5     | 5              | 1              | 30     | 12     |
| 2021/22         | AS Roma         | Vlag van Italië   | Serie A         | 37         | 17         | 2     | 1     | 14             | 9              | 53     | 27     |
| 2022/23         | AS Roma         | Vlag van Italië   | Serie A         | 38         | 8          | 2     | 0     | 14             | 1              | 54     | 9      |
| 2023/24         | AS Roma         | Vlag van Italië   | Serie A         | 8          | 1          | 0     | 0     | 4              | 0              | 12     | 1      |
| 2024/25         | AS Roma         | Vlag van Italië   | Serie A         | 1          | 0          | 0     | 0     | 0              | 0              | 1      | 0      |
| 2024/25         | → AC Milan      | Vlag van Italië   | Serie A         | 28         | 3          | 7     | 5     | 9              | 2              | 44     | 10     |
| 2025/26         | → Beşiktaş      | Vlag van Turkije  | Süper Lig       | 0          | 0          | 0     | 0     | 4              | 5              | 4      | 5      |
| Carrière totaal | Carrière totaal | Carrière totaal   | Carrière totaal | 280        | 104        | 35    | 17    | 58             | 21             | 373    | 142    |

Bijgewerkt tot en met 14 augustus 2025. 

## Interlandcarrière
Abraham maakte deel uit van verschillende Engelse nationale jeugdselecties. Hij nam met Engeland onder 19 deel aan het EK –19 van 2016 en met Engeland onder 21 aan het EK –21 van 2019. Abraham werd in november 2017 voor het eerst opgeroepen voor het nationale elftal, voor de oefenwedstrijden tegen Duitsland en Brazilië. Hij debuteerde op 10 november in het Engels voetbalelftal, thuis tegen Duitsland, met een basisplaats. Ook viel hij in tegen Brazilië. In beide wedstrijden viel geen doelpunt. Daarna duurde het bijna twee jaar voordat hij opnieuw opgeroepen werd.

## Erelijst
| Competitie                    |         |         |         |         |
| Competitie                    | Aantal  | Jaren   |         |         |
| Chelsea                       | Chelsea | Chelsea | Chelsea | Chelsea |
| ----------------------------- | ------- | ------- | ------- | ------- |
| UEFA Champions League         | 1x      | 2020/21 |         |         |
| UEFA Super Cup                | 1x      | 2021    |         |         |
| AS Roma                       |         |         |         |         |
| UEFA Europa Conference League | 1x      | 2021/22 |         |         |
| AC Milan                      |         |         |         |         |
| Supercopa De Italia           | 1x      | 2025    |         |         |
| Engeland onder 21             |         |         |         |         |
| Toulon Espoirs-toernooi       | 1x      | 2018    |         |         |

1 Günok ·
2 Svensson ·
3 Paulista ·
4 Ndidi ·
5 Tıknaz ·
6 Hadžiahmetović ·
7 Rashica ·
8 Uçan ·
9 Abraham ·
10 Kökçü ·
11 Arroyo ·
14 Uduokhai ·
15 Oxlade-Chamberlain ·
17 Yılmaz ·
18 Mário · 
20 Uysal  · 
23 Muçi ·
24 Sanuç ·
25 Keleş ·
27 Silva ·
28 al-Musrati ·
30 Destanoğlu ·
39 Jurásek ·
53 Topçu ·
75 Bingöl ·
77 Ricardo ·
91 Hekimoğlu ·
93 Özüarap ·
96 Yaşar ·
Coach: Solskjær